# Coggiola
Coggiola település Olaszországban, Piemont régióban, Biella megyében. Lakosainak száma 1625 fő (2023. január 1.). Coggiola Ailoche, Caprile, Portula és Pray községekkel határos.

## Népesség
A település lakossága az elmúlt években az alábbi módon változott:
| Lakosok száma | 1859 | 1818 | 1625 |
|               | 2017 | 2018 | 2023 |